# Мирск
Мирск (пол. Mirsk, нем. Friedeberg) — город в Польше, входит в Нижнесилезское воеводство, Львувецкий повят. Центр городско-сельской гмины. Занимает площадь 14,65 км². Население — 4200 человек (на 2004 год).
Первое поселение возникло в XIII веке, когда торговая дорога из Елены-Гура в Цитату пересекала Верхнюю Лужицу. Получил привилегии от Силезского герцога Генриха I Яворского в 1337 году. Город перешел к Богемский короне после смерти Только II Малого и был помещен в один из дворянских домов в 1425 году. С большей частью Силезии был аннексирован Пруссией в 1742 году и включен в прусскую провинцию Силезия. В 1945 году стал частью Польши, большая часть немецкого населения была изгнана оттуда и заменена поляками.

## Города-побратимы
- Нове-Место-под-Смркем, Чехия
- Херфорд, Германия

## Галерея

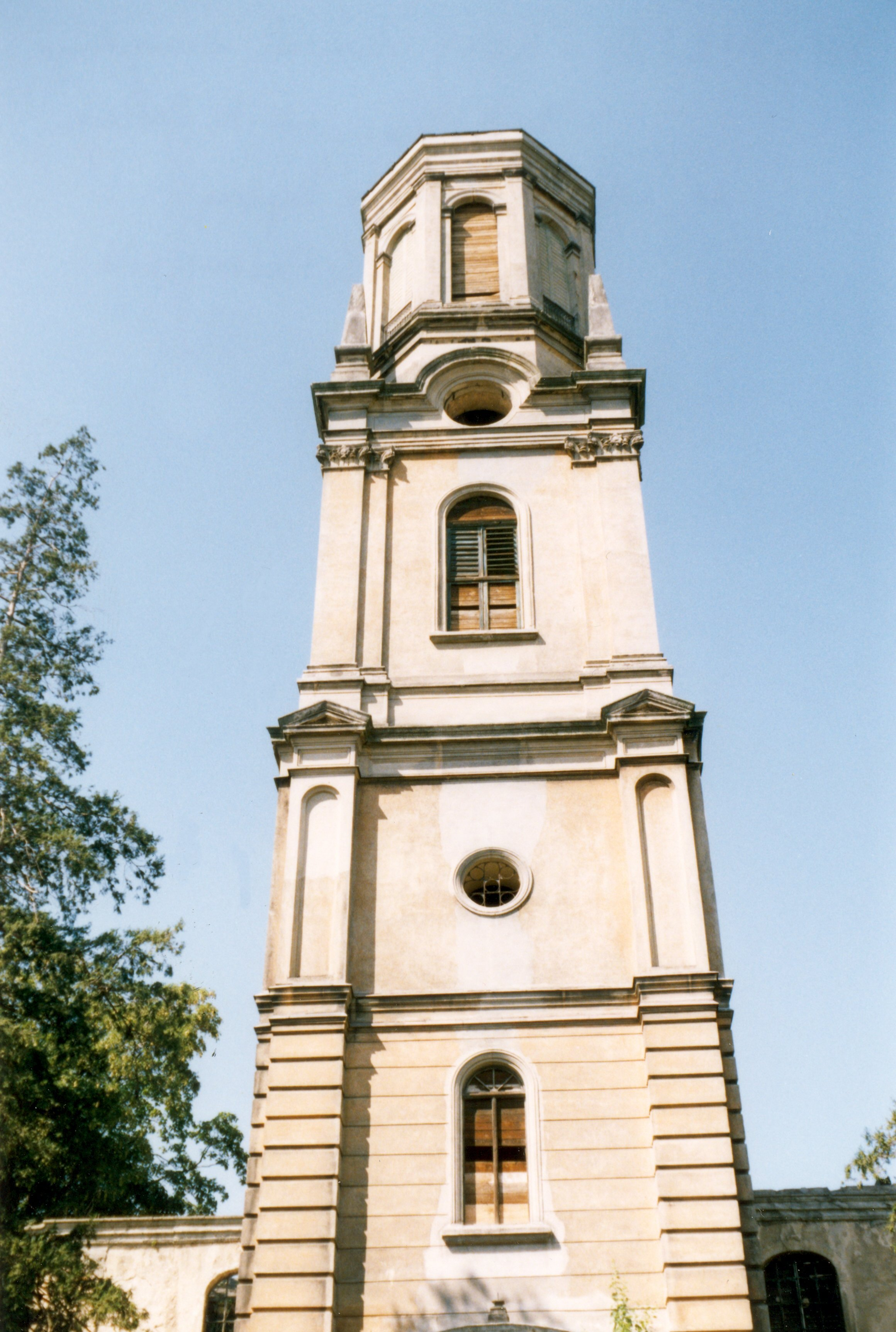
Башня бывшей церкви
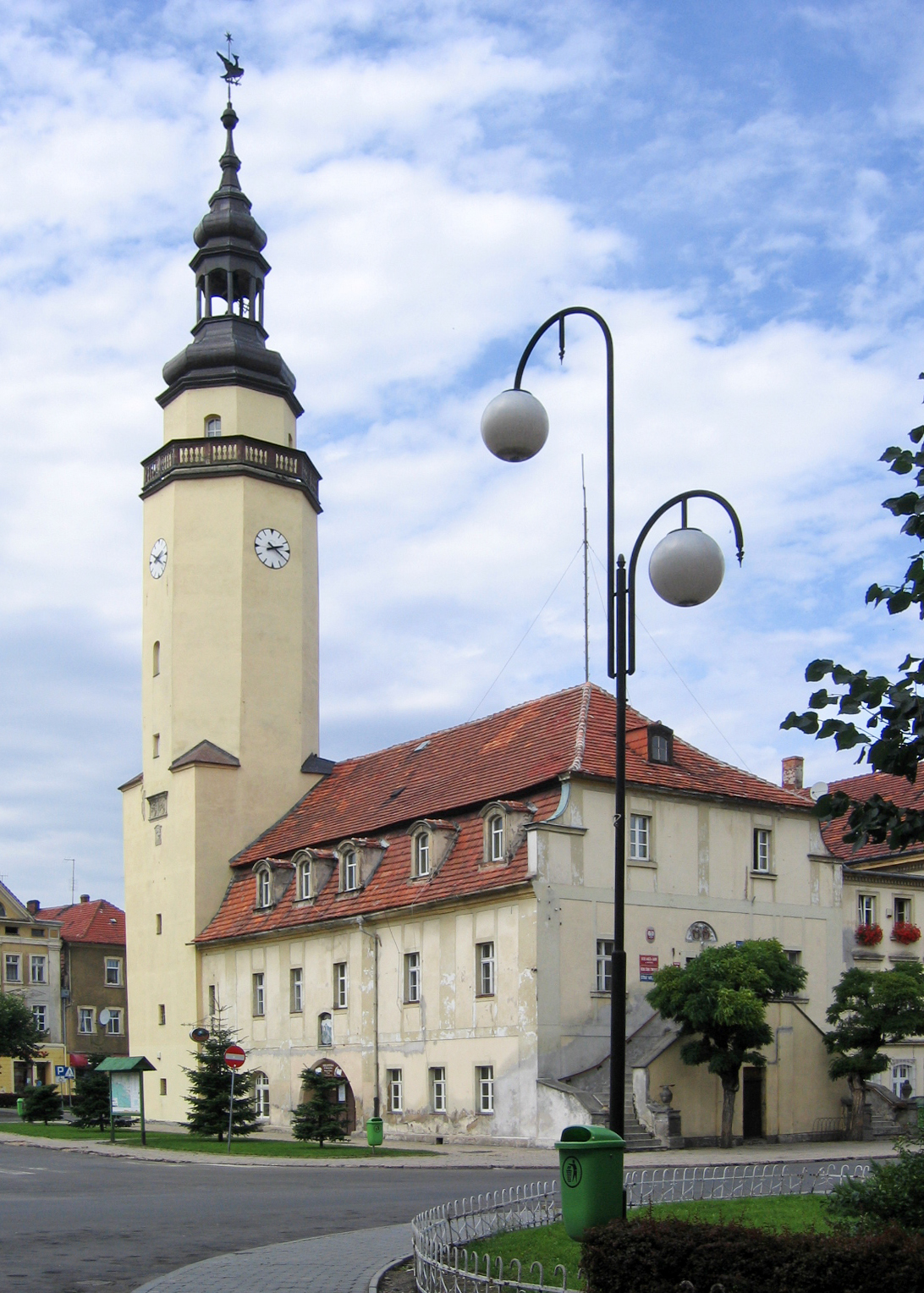
Ратуша
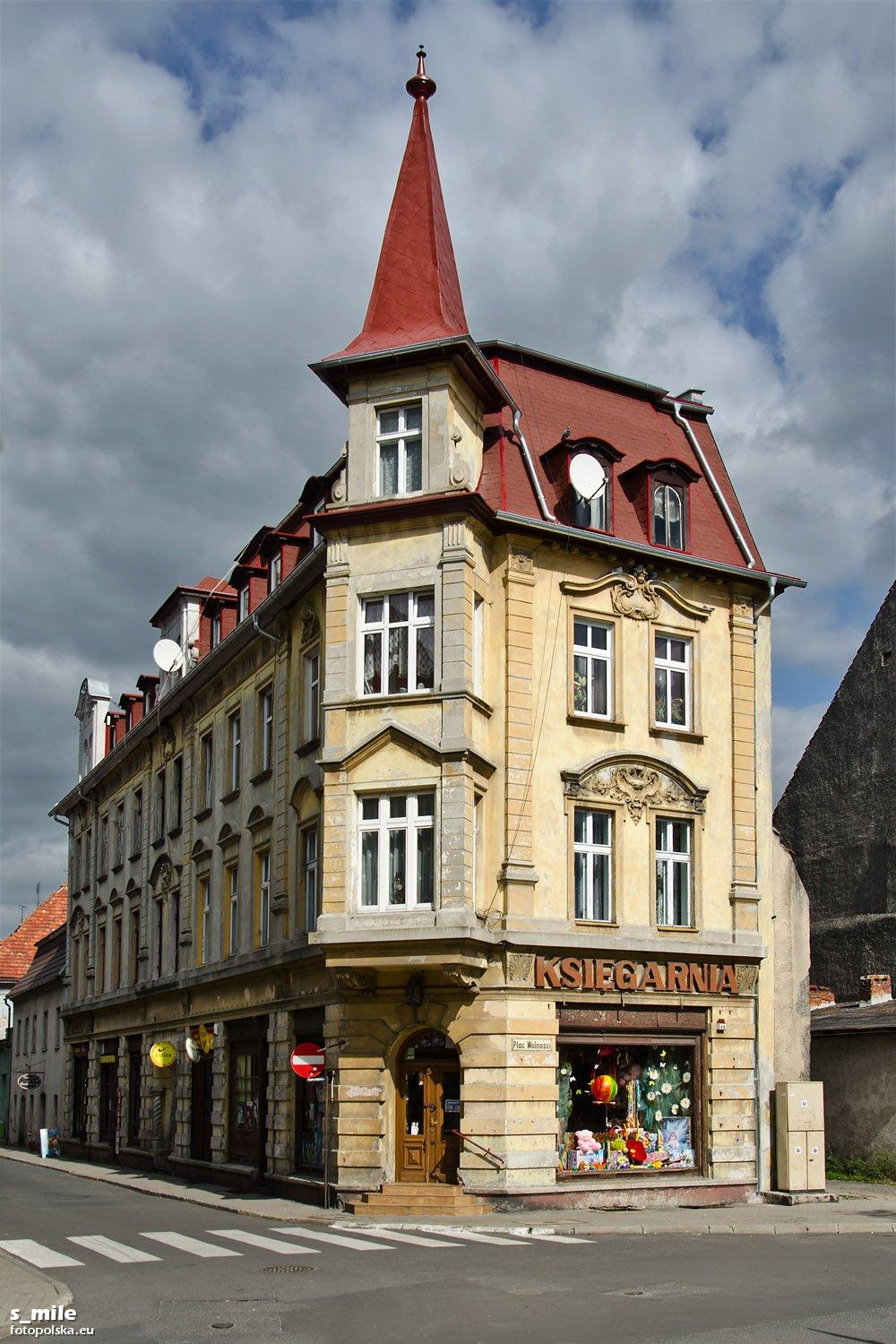
Дом
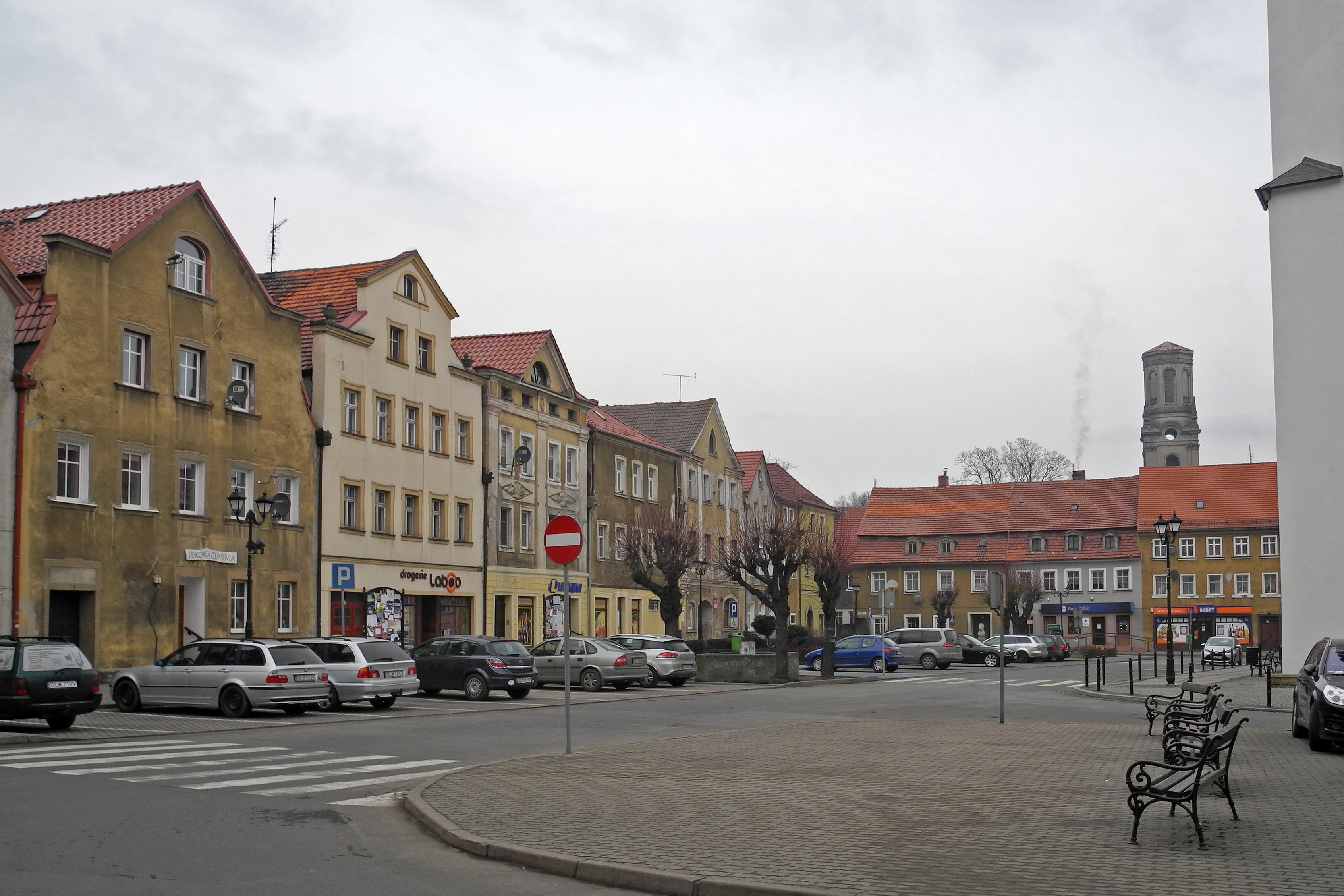
Рыночная площадь
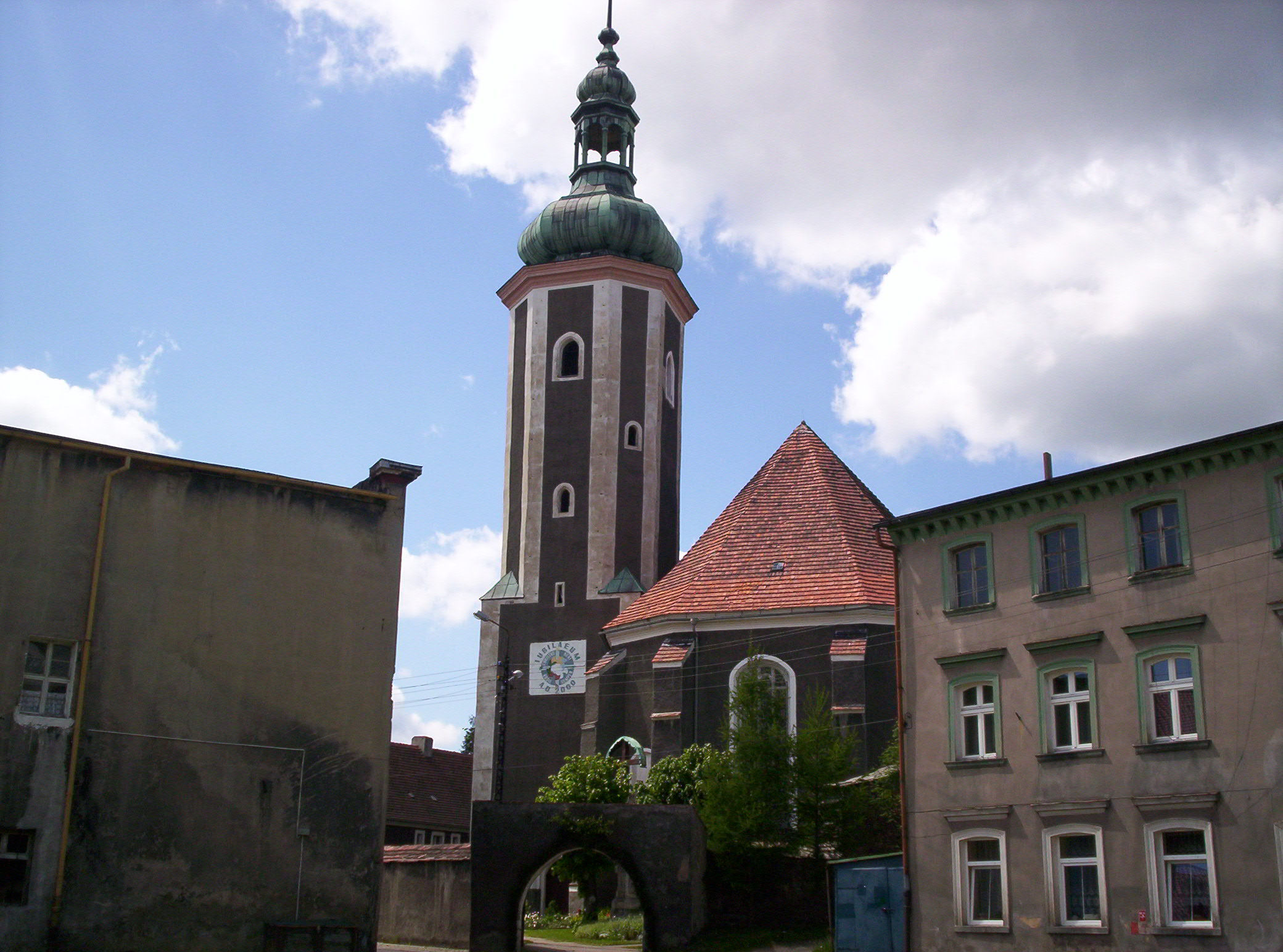
Церковь